# Stockeinsatz
Der Stockeinsatz ist ein unterstützender Bewegungsablauf beim Skifahren. Üblicherweise werden der Parallelschwung und der Umsteigeschwung mit Stockeinsatz gefahren.
Der Stockeinsatz unterstützt die Schwungauslösung. Vor Schwungbeginn steckt man einen Skistock auf der Kurveninnenseite in den Schnee. Beim Vorbeifahren am eingesteckten Stock streckt man den Körper (Hochentlastung) und drückt sich dabei leicht am Stock ab. Durch diese Entlastung, gleichzeitige Gewichtsverlagerung und aktives Beindrehen wird der Schwung ausgelöst.
Der Stockeinsatz verliert mit dem Carving, dem Fahren auf der Skikante, im einfachen Gelände an Bedeutung. Vielfach wird sogar ohne Stöcke gefahren. In schwierigem Gelände (Tiefschnee, Buckelpiste, gefrorener und steiler Piste) und beim schnellen Schwingen (Wedeln) ist der Stockeinsatz jedoch nach wie vor unverzichtbar.
Eine Variante des Stockeinsatzes ist der Doppelstockeinsatz. Das Abdrücken, diesmal an beiden Stöcken, ist hier sehr viel deutlicher ausgeprägt. Der Doppelstockeinsatz wird hauptsächlich zur Unterstützung schnellen Schwingens verwendet.